# Керуя
Керуя (рум. Căruia) — село у повіті Долж в Румунії. Входить до складу комуни Терпезіца.
Село розташоване на відстані 202 км на захід від Бухареста, 20 км на захід від Крайови.

## Населення
За даними перепису населення 2002 року у селі проживали 79 осіб, усі — румуни. Усі жителі села рідною мовою назвали румунську.